# UGM-73 Poseidon

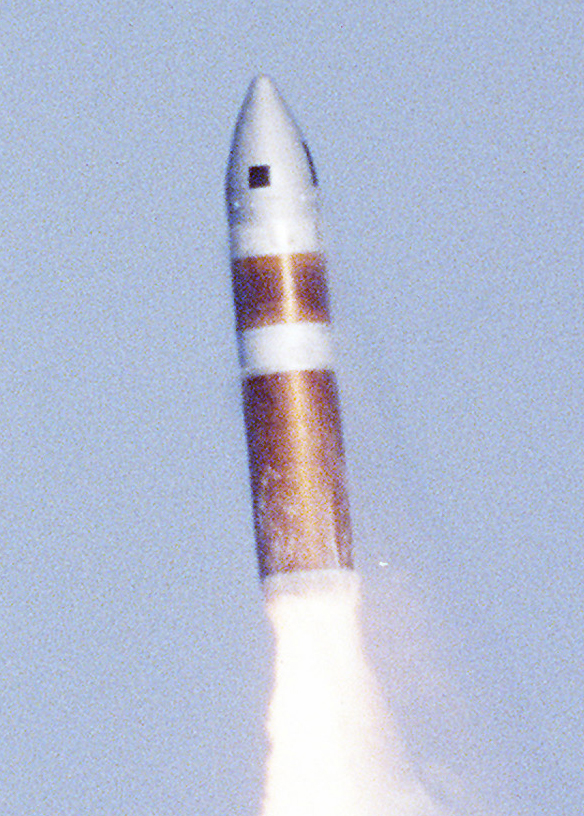
Poseidon C-3

UGM-73 Poseidon byla podle amerického kódového označení balistická střela odpalovaná z ponorek (tzv. SLBM) určená k útokům na pozemní cíle. Šlo o americkou dvoustupňovou balistickou střelu s pohonem na tuhé palivo, nesoucí až 14 jaderných hlavic. Pro americké námořnictvo ji vyvinula společnost Lockheed Martin Space Systems. Raketa Poseidon je další evolucí staršího Polarisu. Do roku 1965 proto nesla označení Polaris B-3. Jejím nástupcem se stala balistická raketa Trident. V letech 1970–1978 bylo vyrobeno 620 raket Poseidon.
Poseidon měl oproti Polarisu A-3 při stejném doletu dvojnásobnou vzletovou hmotnost i nosnost. Zachování doletu bylo možné díky většímu množství nesených pohonných hmot, odlehčené konstrukci a účinnějšímu palivu. V přídi byla vícenásobná jaderná hlavice MIRV – jednotlivé hlavice mohly nezávisle na sobě napadnout několik cílů. Pokud raketa nesla obvyklých 10 hlavic W-68 o síle 50 kt, měla dolet 5200 km, pokud to bylo 14 hlavic W-68, dolet poklesl na 4000 km.
Poseidon měl oproti Polarisu o 52 cm větší průměr (byl také o 51 cm delší), Američanům se ale podařilo vyvinout nová vypouštěcí sila, která měla díky lepší konstrukci stejný celkový průměr jako ta původní. Odpadla tak nutnost nákladně rekonstruovat starší americké raketové ponorky.
Poseidon byl poprvé zkušebně odpálen 16. srpna 1968 z mysu Canaveral. První ponořenou ponorkou, která Poseidon vypustila, byla v srpnu 1970 USS James Madison stejnojmenné třídy. Do operační služby byla střela přijata v březnu 1971. Ve výzbroji amerického námořnictva byly Poseidony brzy nahrazeny novými třístupňovými raketami Trident. Všechny rakety Poseidon byly vyřazeny do poloviny 80. let.